# Eraldo Affinati
Eraldo Affinati (Roma, 21 febbraio 1956) è uno scrittore italiano.

## Biografia
Eraldo Affinati è nato nel 1956 a Roma dove vive e lavora.
Alla didattica e alla produzione letteraria affianca un’intensa attività di conferenziere e formatore. Nel 2008 insieme alla moglie, Anna Luce Lenzi, ha fondato la Scuola Penny Wirton per l’insegnamento gratuito della lingua italiana ai migranti. Fabio Pierangeli gli ha dedicato una monografia intitolata La scuola del dono (Studium editore, 2019).
Il 27 gennaio 2021 ha tenuto la prolusione inaugurale sulla Shoah al Palazzo del Quirinale. 
Il 7 maggio 2021 è stato nominato Commendatore della Repubblica Italiana per motu proprio del Presidente Sergio Mattarella.
Nel 2023 Stefano Massari gli ha dedicato il documentario Da un mondo all'altro, https://www.disforme.net/eraldoaffinati.

## Opere
- Veglia d'Armi. L'uomo di Tolstoj, Genova, Marietti, 1992. ISBN 88-211-6300-8; Milano, A. Mondadori, 1998. ISBN 88-04-44849-0.
- Soldati del 1956, Firenze, Nardi, 1993. ISBN 88-7964-014-3.
- Bandiera bianca, Milano, A. Mondadori, 1995. ISBN 88-04-39604-0, nuova ed. 2009.
- Patto giurato. La poesia di Milo De Angelis, Pescara, Tracce, 1996.
- Campo del sangue, Milano, Mondadori, 1997. ISBN 88-04-41970-9, Oscar Mondadori 1998, UTET Collezione Premio Strega. I cento capolavori, Torino 2006; Oscar Mondadori 2009. tradotto in tedesco (Fischer Verlag) e in francese(Seuil).
- Uomini pericolosi, Milano, Mondadori, 1998. ISBN 88-04-45298-6. Oscar Mondadori 2000; nuove ed. 2009.
- Il nemico negli occhi, Milano, Mondadori, 2001. ISBN 88-04-48815-8.
- Un teologo contro Hitler. Sulle tracce di Dietrich Bonhoeffer, Milano, Mondadori, 2002. ISBN 88-04-50020-4.
- Secoli di gioventù, Milano, Mondadori, 2004. ISBN 88-04-53175-4.
- Compagni segreti. Storie di viaggi, bombe e scrittori, Roma, Fandango Libri, 2006. ISBN 88-6044-095-5.
- La città dei ragazzi, Milano, Mondadori, 2008. ISBN 978-88-04-57356-2; Oscar Mondadori 2009.
- Questo terribile intricato mondo. Racconti politici, con Alberto Asor Rosa, Stefano Bartezzaghi, Ascanio Celestini, Diego De Silva, Paolo Di Stefano, Marcello Fois, Rosetta Loy, Michela Murgia, Antonio Pascale, Walter Siti, Sebastiano Vassalli, Torino, Einaudi, 2008. ISBN 978-88-06-19272-3.
- Berlin, Milano, Rizzoli, 2009. ISBN 978-88-17-02798-4.
- Peregrin d'amore. Sotto il cielo degli scrittori d'Italia, Milano, Mondadori, 2010. ISBN 978-88-04-59539-7.
- L'11 settembre di Eddy il ribelle, Roma, Gallucci, 2011. ISBN 978-88-6145-269-5.
- Eraldo Affinati-Anna Luce Lenzi Italiani anche noi. Corso di italiano per stranieri. Il libro della scuola Penny Wirton. Illustrazioni di Emma Lenzi, Trento, Il Margine, 2011 e 2015, Trento, Erickson 2019. ISBN 978-88-5901847-6.
- Lucetta Scaraffia e Eraldo Affinati, Beati quelli che sono nel pianto, perché saranno consolati, Torino, Lindau 2012 ISBN 978-88-6708-016-8"
- Elogio del ripetente, Milano, Mondadori, 2013. ISBN 978-88-04-62928-3.
- Vita di vita, Milano, Mondadori, 2014. ISBN 978-88-04-63480-5.
- Eraldo Affinati-Anna Luce Lenzi Italiani anche noi. Il libro degli esercizi della scuola Penny Wirton Illustrazioni di Emma Lenzi, Trento, Il Margine, 2015, Trento, Erickson, 2019, ISBN 978-88-590-1916-9.
- L'uomo del futuro. Sulle strade di don Lorenzo Milani, Milano, Mondadori, 2016, ISBN 978-88-04-65896-2.
- Tutti i nomi del mondo, Milano, Mondadori, 2018, ISBN 978-88-04-68565-4.
- Il sogno di un'altra scuola. Don Lorenzo Milani raccontato ai ragazzi, Milano, Piemme, 2018, ISBN 978-88-566-6581-9.
- Viα dalla pazza classe. Educare per vivere, Milano, Mondadori, 2019, ISBN 978-88-04-71228-2.
- Eraldo Affinati-Marco Gatto, I meccanismi dell'odio. Un dialogo sul razzismo e i modi per combatterlo, Milano, Mondadori, 2020. ISBN 978-88-04-73151-1.
- Silvio D'Arzo - Eraldo Affinati, Gec dell'avventura Torino, Einaudi, 2020, a cura di Alberto Sebastiani. ISBN 978-88-06-24678-5.
- Giacomo Poretti-Eraldo Affinati, Riso e pianto, Trento, Il Margine, 2021. ISBN 979-12-5982-030-3.
- Il Vangelo degli angeli, Milano, HarperCollins, 2021,  ISBN 978-88-6905-976-6.
- Delfini, vessilli, cannonate. Autobiografia letteraria, Milano, HarperCollins 2023.
- Le città del mondo, Milano, Gramma Feltrinelli, 2024.
- Testa, cuore e mani, Città del Vaticano, Libreria Editrice Vaticana, 2025, ISBN 978-88-266-0948-5.

### Curatele
- Mario Rigoni Stern, Lettere editoriali (1951-1980), Torino, Einaudi, 2018. [Edizione a tiratura limitata a 1000 copie]
- Storie dall'Altipiano, Collana I Meridiani, Milano, Mondadori, 2003, ISBN 978-88-045-1346-9.
- Trilogia dell'Altipiano. Storia di Tönle. L'anno della vittoria. Le stagioni di Giacomo, Torino, Einaudi, 2010, ISBN 978-88-062-0414-3.

## Riconoscimenti
- 1996: Premio Bergamo per Bandiera bianca[4].
- 1997: Premio Selezione Campiello[5] e finalista al Premio Strega.[6] per Campo del sangue.
- 1999: Premio Palmi per Uomini pericolosi.
- 2001: Premio nazionale letterario Pisa per la narrativa con Il nemico negli occhi[7]
- 2003: Premio Omegna"Della Resistenza" per Un teologo contro Hitler. Sulle tracce di Dietrich Bonhoeffer[8]
- 2005: Finalista al Premio Grinzane Cavour con Secoli di gioventù[9]
- 2008: Premio Volponi per La città dei ragazzi[10]
- 2009: Premio Flaiano per la narrativa[11] e Premio Recanati[12] per Berlin
- 2011: Premio SGI Viaggio in Italia per Peregrin d'amore. Sotto il cielo degli scrittori d'Italia[13]
- 2016: Finalista al Premio Strega 2016[14] e vincitore del Premio Letterario Basilicata[15] per L'uomo del futuro. Sulle strade di don Lorenzo Milani.
- 2018: Finalista Premio Viadana per Tutti i nomi del mondo[16].
- 2019: Premio Letterario Internazionale Eugenia Tantucci per Viα dalla pazza classe. Educare per vivere[17]
- 2022: finalista al Premio letterario Giovanni Comisso per Il Vangelo degli angeli[18].
- 2024: Premio De Sanctis per la Letteratura per Delfini, vessilli, cannonate. Autobiografia letteraria.

### Premi alla carriera
- 2016: Premio nazionale "un và a zezz 2016", AVIS di Riolo Terme[19].
- 2017: Premio Montale Fuori di Casa 2017, Genova[20]
- 2020: Premio Cesare Pavese, Santo Stefano Belbo[21].
- 2023: Premio Luciano Bianciardi, Milano.